# خیمرت-باکل
خیمرت-باکل (به هلندی: Gemert-Bakel) یک شهرستان در هلند است که در برابانت شمالی واقع شده‌است. خیمرت-باکل ۱۵ متر بالاتر از سطح دریا واقع شده‌است.